# Xavier Monteys Roig
Xavier Monteys (Barcelona, 1953) és Catedràtic de Projectes arquitectònics a l'Escola Tècnica Superior d'Arquitectura de Barcelona (ETSAB), on coordina el màster Teoria i pràctica del projecte d'arquitectura. És l'investigador principal del grup de recerca «Habitar», amb el qual ha realitzat recentment el projecte «ReHabitar». Col·labora també en un curs de projectes a la Universitat de Girona i al màster «Aula de renovación urbana» a la Universitat de Santiago de Compostel·la. Ha col·laborat a la revista Quaderns d'arquitectura i urbanisme amb la secció «Domèstica» i és col·laborador habitual al Quadern d'El País – Catalunya amb una columna quinzenal de crítica d'arquitectura. Ha treballat en el projecte de reparació i reconversió de l'antic Canòdrom de la Meridiana de Barcelona en centre d'art. Ha publicat, entre d'altres, Le Corbusier: obras y proyectos (Gustavo Gili, 2005), Casa Collage. Un ensayo sobre la arquitectura de la casa (Gustavo Gili, 2001), El plaer de la Ciutat (UDG 2011) i La Habitación, más allá de la sala de estar (Gustavo Gili, 2014).